# Judy Henske
Judith A. Henske, detta Judy (Chippewa Falls, 20 dicembre 1936 – Los Angeles, 27 aprile 2022), è stata una cantautrice statunitense nota per essere annoverata tra le figure più importanti della musica folk nordamericana degli anni sessanta.

## Biografia
Cantante dalla voce intensa e dalla forte personalità, ha spaziato anche in altri generi musicali reinterpretando brani sia blues che rock.
Tra i brani di maggior successo High Flying Bird, titolo anche del suo secondo album, scritta da Billy Edd Wheeler e resa celebre successivamente dai Jefferson Airplane.

## Discografia

### Album in studio
- Judy Henske, 1963 (Elektra EKS-7231)
- High Flying Bird, 1963  (Elektra EKS-7241)
- Little Bit of Sunshine… Little Bit of Rain, 1965  (Mercury SR 61010/MG 21010)
- The Death Defying Judy Henske, 1966  (Reprise R-6203)
- Farewell Aldebaran, 1969 (con Jerry Yester)  (Straight Records STS-1052/Reprise Records RS-6388)
- Loose in the World, 1999 (Fair Star Music)
- She Sang California, 2004  (Fair Star Music)

### Colonne sonore
- How the West Was Won (colonna sonora, presente in gruppo che ha cantato 900 Miles e Ox Driver's Song)

### Compilation
- Coffee House, 1959 (Dorian 1001) con 4 brani
- The Original Hootenanny, 1963 (Crestview CRS-7806) con il brano Wade in the Water

### Raccolte
- Big Judy: How Far This Music Goes, 1962-2004 (box set) 2007 (Rhino Handmade)

### Collaborazioni
- Dave Guard and the Whiskeyhill Singers, 1962 (Capitol T/ST-1728) con il gruppo omonimo
- Rosebud, 1971  (Reprise RS 6426) con il gruppo omonimo